# Grand Prix automobile de Sanremo 1949
Le Grand Prix automobile de San Remo 1949 (IV Gran Premio di San Remo) est un Grand Prix qui s'est tenu sur le circuit urbain de Ospedaletti le 3 avril 1949. Les coureurs parcourent deux manches de quarante-cinq tours chacune dont le temps est ensuite cumulé pour déterminer le classement final.

## Première manche

### Classement de la course
| Pos. | no | Pilote                  | Écurie                   | Châssis           | Tours | Temps/Abandon                  | Grille |
| ---- | -- | ----------------------- | ------------------------ | ----------------- | ----- | ------------------------------ | ------ |
| 1    | 18 | Juan Manuel Fangio      | Automovil Club Argentina | Maserati 4CLT/48  | 45    | 1 h 31 min 33 s 4 (99,68 km/h) |        |
| 2    | 28 | Prince Bira             | Scuderia Ambrosiana      | Maserati 4CLT/48  | 45    | + 9 s 6                        |        |
| 3    | 30 | Emmanuel de Graffenried | Enrico Platé             | Maserati 4CLT/48  | 45    | + 59 min 4 s                   |        |
| 4    | 42 | Felice Bonetto          | Scuderia Ferrari         | Ferrari 166C      | 45    | + 1 min 0 s 6                  |        |
| 5    | 34 | Benedicto Campos        | Automovil Club Argentina | Maserati 4CLT/48  | 44    | + 1 tour                       |        |
| 6    | 14 | Peter Whitehead         | Scuderia Ferrari         | Ferrari 125       | 44    | + 1 tour                       |        |
| 7    | 12 | Giovanni Bracco         | Privé                    | Ferrari 166C      | 44    | + 1 tour                       |        |
| 8    | 10 | Bruno Sterzi            | Privé                    | Ferrari 166SC     | 43    | + 2 tours                      |        |
| 9    | 32 | Piero Carini            | Privé                    | Maserati A6GCS    | 42    | + 3 tours                      |        |
| 10   | 8  | Pierre Levegh           | Privé                    | Talbot-Lago T26C  | 41    | + 9 tours                      |        |
| 11   | 48 | Roberto Vallone         | Scuderia Lazio           | Ferrari 166 Inter | 41    | + 9 tours                      |        |
| Abd. | 40 | Eugène Chaboud          | Scuderia Dimiex          | Maserati 4CL      | 38    |                                |        |
| Abd. | 24 | Raymond Sommer          | Scuderia Ferrari         | Ferrari 125       | 37    | Joint de culasse               |        |
| Abd. | 36 | Fred Ashmore            | Scuderia Ambrosiana      | Maserati 4CLT/48  | 34    | Boîte de vitesses              |        |
| Abd. | 16 | Dioscoride Lanza        | Scuderia Dimiex          | Maserati 4CL      | 24    |                                |        |
| Abd. | 6  | Louis Rosier            | Privé                    | Talbot-Lago T26C  | 25    | Accident                       |        |
| Abd. | 26 | Frank Séchehaye         | Scuderia Enrico Platé    | Maserati 4CL      | 23    |                                |        |
| Abd. | 52 | Emilio Romano           | Privé                    | Maserati A6GCS    | 19    | Soupapes                       |        |
| Abd. | 20 | Nello Pagani            | Scuderia Enrico Platé    | Maserati 4CL      | 15    | Soupape                        |        |
| Abd. | 10 | Ludwig Fischer          | Privé                    | Simca-Gordini T11 | 10    | Moteur                         |        |
| Abd. | 44 | Ferdinando Righetti     | Privé                    | Ferrari 166SC     | 10    | Joint de culasse               |        |
| Abd. | 22 | Louis Chiron            | Automovil Club Argentina | Simca-Gordini T15 | 9     | Accident                       |        |

- Légende: Abd.=Abandon - Dsq.=Disqualifié.

## Deuxième manche

### Classement
| Pos. | no | Pilote                  | Écurie                   | Châssis           | Tours | Temps/Abandon                   | Grille |
| ---- | -- | ----------------------- | ------------------------ | ----------------- | ----- | ------------------------------- | ------ |
| 1    | 18 | Juan Manuel Fangio      | Automovil Club Argentina | Maserati 4CLT/48  | 45    | 1 h 29 min 55 s 2 (101,48 km/h) | 1      |
| 2    | 28 | Prince Bira             | Scuderia Ambrosiana      | Maserati 4CLT/48  | 45    | + 25,8 s                        |        |
| 3    | 34 | Benedicto Campos        | Automovil Club Argentina | Maserati 4CL      | 45    | + 1 min 46 s 2                  |        |
| 4    | 30 | Emmanuel de Graffenried | Enrico Platé             | Maserati 4CLT/48  | 45    | + 2 min 22 s 0                  |        |
| 5    | 42 | Felice Bonetto          | Scuderia Ferrari         | Ferrari 166C      | 44    | + 1 tour                        |        |
| 6    | 48 | Roberto Vallone         | Scuderia Lazio           | Ferrari 166 Inter | 42    | + 3 tours                       |        |
| 7    | 32 | Piero Carini            | Privé                    | Maserati A6GCS    | 42    | + 3 tours                       |        |
| 8    | 12 | Giovanni Bracco         | Privé                    | Ferrari 166C      | 41    | + 4 tours                       |        |
| 9    | 26 | Frank Séchehaye         | Scuderia Enrico Platé    | Maserati 4CL      | 40    | + 5 tours                       |        |
| Abd. | 40 | Eugène Chaboud          | Scuderia Dimiex          | Maserati 4CL      | 31    |                                 |        |
| Abd. | 8  | Pierre Levegh           | Privé                    | Talbot-Lago T26C  | 15    |                                 |        |
| Abd. | 16 | Dioscoride Lanza        | Scuderia Dimiex          | Maserati 4CL      | 7     |                                 |        |
| Abd. | 14 | Peter Whitehead         | Scuderia Ferrari         | Ferrari 125       | 6     |                                 |        |
| Np.  | 24 | Raymond Sommer          | Scuderia Ferrari         | Ferrari 125       |       | Joint de culasse                |        |
| Np.  | 10 | Bruno Sterzi            | Privé                    | Ferrari 166SC     |       | Non partant                     |        |

- Légende: Abd.=Abandon - Np.=Non partant.

## Résultat agrégé
| Pos. | no | Pilote                  | Écurie                   | Châssis           | Tours | Temps/Abandon                 |
| ---- | -- | ----------------------- | ------------------------ | ----------------- | ----- | ----------------------------- |
| 1    | 18 | Juan Manuel Fangio      | Automovil Club Argentina | Maserati 4CLT/48  | 90    | 3 h 1 min 28 s 6 (99,26 km/h) |
| 2    | 28 | Prince Bira             | Scuderia Ambrosiana      | Maserati 4CLT/48  | 90    | + 59 s 2                      |
| 3    | 30 | Emmanuel de Graffenried | Enrico Platé             | Maserati 4CLT/48  | 89    | + 1 tour                      |
| 4    | 34 | Benedicto Campos        | Automovil Club Argentina | Maserati 4CLT/48  | 89    | + 1 tour                      |
| 5    | 42 | Felice Bonetto          | Scuderia Ferrari         | Ferrari 166C      | 88    | + 2 tours                     |
| 6    | 12 | Giovanni Bracco         | Privé                    | Ferrari 166C      | 85    | + 5 tours                     |
| 7    | 32 | Piero Carini            | Privé                    | Maserati A6GCS    | 84    | + 6 tours                     |
| 8    | 48 | Roberto Vallone         | Scuderia Lazio           | Ferrari 166 Inter | 83    | + 7 tours                     |
| 9    | 40 | Eugène Chaboud          | Scuderia Dimiex          | Maserati 4CL      | 69    | + 21 tours                    |
| 10   | 26 | Frank Séchehaye         | Scuderia Enrico Platé    | Maserati 4CL      | 63    | + 27 tours                    |
| Abd. | 8  | Pierre Levegh           | Privé                    | Talbot-Lago T26C  | 56    |                               |
| Abd. | 14 | Peter Whitehead         | Scuderia Ferrari         | Ferrari 125       | 50    |                               |
| Abd. | 10 | Bruno Sterzi            | Privé                    | Ferrari 166SC     | 43    |                               |
| Abd. | 24 | Raymond Sommer          | Scuderia Ferrari         | Ferrari 125       | 37    | Joint de culasse              |
| Abd. | 36 | Fred Ashmore            | Scuderia Ambrosiana      | Maserati 4CLT/48  | 34    | Boîte de vitesses             |
| Abd. | 16 | Dioscoride Lanza        | Scuderia Dimiex          | Maserati 4CL      | 32    |                               |
| Abd. | 6  | Louis Rosier            | Privé                    | Talbot-Lago T26C  | 25    | Accident                      |
| Abd. | 52 | Emilio Romano           | Privé                    | Maserati A6GCS    | 19    | Soupape                       |
| Abd. | 20 | Nello Pagani            | Scuderia Enrico Platé    | Maserati 4CL      | 15    | Soupape                       |
| Abd. | 4  | Ludwig Fischer          | Privé                    | Simca-Gordini T11 | 10    | Moteur                        |
| Abd. | 44 | Ferdinando Righetti     | Privé                    | Ferrari 166SC     | 10    | Joint de culasse              |
| Abd. | 22 | Louis Chiron            | Automovil Club Argentina | Simca-Gordini T15 | 9     | Accident                      |

## Pole position et record du tour
- Pole position :  Inconnu (Inconnu).
- Meilleur tour en course :  Prince Bira (Maserati) en 1 min 56 s 0 (104,89 km/h).